# Donja Bijenja
Donja Bijenja (cyr. Доња Бијења) – wieś w Bośni i Hercegowinie, w Republice Serbskiej, w gminie Nevesinje. W 2013 roku liczyła 176 mieszkańców.